# Алпака
Алпака (лат. Vicugna pacos) је једна од две домаће врсте лама, поред обичне ламе, од које је мања. Некада се мислило да је настала доместификацијом гванака, као и обична лама, међутим, новијим генетичким истраживањима је утврђено да јој предак викуња.
Живи у планинама Перуа, Боливије и Чилеа на надморским висинама од 2.400 до 3.600 метара.

## Опис
Главна карактеристика алпаке је дугачка квалитетна длака, због које се и првенствено гаји. Руно може бити смеђе, црне или беле боје, а дуго између 20 и 41 центиметара. Оно је мекше и финије од руна других животиња. Њена длака (вуна) се такође назива алпака. Због своје цењене вуне, алпака је постала проређена животињска врста.

## Галерија
- Алпакино руно